# Myrmeleotettix pluridentis
Myrmeleotettix pluridentis är en insektsart som beskrevs av Liang 1987. Myrmeleotettix pluridentis ingår i släktet Myrmeleotettix och familjen gräshoppor. Inga underarter finns listade i Catalogue of Life.